# سراغة ايريثية
السراغة الايريثية (باللاتينية: Crepis erythia) نوع نباتي يتبع جنس السراغة من الفصيلة النجمية.

## الموئل والانتشار
موطنها المغرب العربي وإسبانيا.

## مرادفات للاسم العلمي
- (باللاتينية: Crepis vesicaria subsp. erythia (Pau) Maire)
- (باللاتينية: Crepis bourgeaui Babc.)
- (باللاتينية: Crepis fontiana Maire)